# En prins i New York
En prins i New York (engelska: Coming to America) är en amerikansk romantisk komedifilm från 1988 i regi av John Landis. I huvudrollen ses Eddie Murphy och i övriga större roller Arsenio Hall, James Earl Jones, Shari Headley och John Amos.
Uppföljaren En prins i New York 2 släpptes i Sverige den 5 mars 2021.

## Handling
Prins Akeem från (det fiktiva) landet Zamunda i Afrika är bortskämd, men vill inte längre vara det. Han vill få klara sig själv och bevisa att han förmår göra det. Han reser därför till USA och bosätter sig i New Yorks slumområde för att leva enkelt och finna kärleken. Han blir där anställd på snabbmatsrestaurangen McDowell's och blir ansvarig för att moppa golven och ta hand om soporna. 

## Rollista i urval
- Eddie Murphy – prins Akeem / Clarence / Randy Watson / Saul
- Arsenio Hall – Semmi / extremt ful flicka / Morris / pastor Brown
- James Earl Jones – kung Jaffe Joffer
- John Amos – Cleo McDowell
- Madge Sinclair – drottning Aoleon
- Shari Headley – Lisa McDowell
- Eriq La Salle – Darryl Jenks
- Frankie Faison – hyresvärd
- Vanessa Bell – Imani Izzi
- Louie Anderson – Maurice
- Jake Steinfeld – taxichaufför
- Calvin Lockhart – överste Izzi
- Samuel L. Jackson – rånare

## Produktion
Eddie Murphy fick en personlig lön på 8 miljoner dollar för sitt arbete med filmen, plus 15 procent av filmuthyrningen. John Landis fick 600 000 dollar plus 10 procent av bruttointäkterna.

## Stämning
Art Buchwalds stämning av filmbolaget Paramount 1988 gällande rättigheterna till filmmanuskriptet till filmen blev mycket uppmärksammad i amerikanska medier. Buchwald vann mot filmbolaget, och Paramount fick betala en förlikningssumma till honom.